# Periclimenes iridescens
Periclimenes iridescens är en kräftdjursart som beskrevs av Lebour 1949. Periclimenes iridescens ingår i släktet Periclimenes och familjen Palaemonidae. Inga underarter finns listade i Catalogue of Life.